# UCI Women's WorldTour 2025
L'UCI Women's WorldTour 2025 serà la desena edició de la principal competició ciclista de carretera femenina. Organitzada per la Unió Ciclista Internacional (UCI), comptarà amb 29 proves, essent-ne la primera el Women's Tour Down Under, disputada entre el 17 i el 19 de gener a Austràlia, i la darrera el Tour de Guangxi, que es disputarà el 19 d'octubre a la Xina.
Més enllà de l'aspecte esportiu, aquesta edició destaca per la introducció d'un nou reglament sancionador que afecta tots els implicats en una cursa ciclista (ciclistes, directors, auxiliars, mecànics, periodistes i fotògrafs). En aquest sentit, Anna Badebruger, directora esportiva de l'Uno-X Mobility, esdevingué la primera persona que rebé una targeta groga quan, durant el Tour Down Under, va avançar el pilot amb el cotxe sense deixar la distància de seguretat.
A més, l'UCI va decidir deixar d'entregar el mallot lila que rebia la ciclista que encapçalava la classificació de la temporada, tot i que els punts aconseguits durant la temporada sí que servien per a la classificació d'equips que decideix quins són UCI Women's WorldTeam.

## Equips
| UCI Women's WorldTeams (15)- AG Insurance-Soudal Team - Canyon//SRAM zondacrypto - Ceratizit Pro Cycling Team - FDJ-Suez - Fenix-Deceuninck - Human Powered Health - Lidl-Trek - Liv AlUla Jayco - Movistar Team - Team Picnic PostNL - Roland - Team SD Worx-Protime - Team Visma \| Lease a Bike - UAE Team ADQ - Uno-X Mobility |
| |

## Competicions
El juny de 2024 es va anunciar el calendari per a la temporada 2025 amb 29 competicions programades. Es tractava d'un programa molt similar al de l'any anterior amb el retorn del Tour d'Escandinàvia després que aquesta prova no es disputés el 2024 per manca de finançament; però amb l'absència del Tour de Drenthe, ja que els organitzadors van decidir suspendre'n la seva celebració a causa de l'increment de costos i de problemes logístics. Després de la publicació del calendari, els organitzadors de la RideLondon Classique van informar que es veien obligats a suspendre-la després que la UCI traslladés la seva data de finals de maig a principis de juny per un conflicte amb la Vuelta a Burgos, ja que consideraven que no la podien organitzar durant la nova data.
A l'octubre de 2024 es va publicar el calendari definitiu amb dues noves incorporacions, que feien arribar a 30 les proves a disputar: la Milà–Sanremo (el quart monument) i una cursa d'un dia nova a Dinamarca, el Copenhagen Sprint; però el 23 de gener de 2025, l'organització del Tour d'Escandinàvia va comunicar que la prova no es disputaria mai més per la manca d'interès dels patrocinadors i de la televisió noruega. D'aquesta manera, el total de competicions es reduïen a 29.
| 17 – 19 de gener          | 1  | Women's Tour Down Under                  | Noemi Rüegg            | Silke Smulders         | Mie Bjørndal Ottestad  |  |
| 1 de feb                  | 2  | Cadel Evans Great Ocean Road Race Women  | Ally Wollaston         | Karlijn Swinkels       | Noemi Rüegg            |  |
| 6 – 9 de febrer           | 3  | UAE Tour femení                          | Elisa Longo Borghini   | Silvia Persico         | Kimberley Le Court     |  |
| 1 de març                 | 4  | Omloop Het Nieuwsblad femení             | Lotte Claes            | Aurela Nerlo           | Demi Vollering         |  |
| 8 de març                 | 5  | Strade Bianche Donne                     | Demi Vollering         | Anna van der Breggen   | Pauline Ferrand-Prévot |  |
| 16 de març                | 6  | Trofeu Alfredo Binda-Comune di Cittiglio | Elisa Balsamo          | Blanka Vas             | Cat Ferguson           |  |
| 22 de març                | 7  | Sanremo Women                            | Lorena Wiebes          | Marianne Vos           | Noemi Rüegg            |  |
| 27 de març                | 8  | Clàssica Bruges-De Panne femenina        | Lorena Wiebes          | Chiara Consonni        | Elisa Balsamo          |  |
| 30 de març                | 9  | Gant-Wevelgem femenina                   | Lorena Wiebes          | Elisa Balsamo          | Charlotte Kool         |  |
| 6 de abr                  | 10 | Tour de Flandes femení                   | Lotte Kopecky          | Pauline Ferrand-Prévot | Liane Lippert          |  |
| 12 de abr                 | 11 | Paris-Roubaix Femmes                     | Pauline Ferrand-Prévot | Letizia Borghesi       | Lorena Wiebes          |  |
| 20 de abr                 | 12 | Amstel Gold Race femenina                | Mischa Bredewold       | Ellen van Dijk         | Puck Pieterse          |  |
| 23 de abr                 | 13 | Fletxa Valona femenina                   | Puck Pieterse          | Demi Vollering         | Elisa Longo Borghini   |  |
| 27 de abr                 | 14 | Lieja-Bastogne-Lieja femenina            | Kimberley Le Court     | Puck Pieterse          | Demi Vollering         |  |
| 4 – 10 de maig            | 15 | La Vuelta Femenina                       | Demi Vollering         | Marlen Reusser         | Anna van der Breggen   |  |
| 16 – 18 de maig           | 16 | Itzulia Women                            | Demi Vollering         | Mischa Bredewold       | Sarah Van Dam          |  |
| 22 – 25 de maig           | 17 | Volta a Burgos femenina                  | Marlen Reusser         | Elisa Longo Borghini   | Yara Kastelijn         |  |
| 5 – 8 de juny             | 18 | Volta a la Gran Bretanya femenina        | Ally Wollaston         | Cat Ferguson           | Karlijn Swinkels       |  |
| 12 – 15 de juny           | 19 | Volta a Suïssa femenina                  | Marlen Reusser         | Demi Vollering         | Katarzyna Niewiadoma   |  |
| 21 de juny                | 20 | Copenhagen Sprint                        | Lorena Wiebes          | Elisa Balsamo          | Chiara Consonni        |  |
| 6 – 13 de juliol          | 21 | Giro d'Itàlia femení                     |                        |                        |                        |  |
| 26 de juliol – 3 de agost | 22 | Tour de França femení                    |                        |                        |                        |  |
| 15 – 17 de agost          | 23 | Tour de Romandia femení                  |                        |                        |                        |  |
| 19 – 24 de agost          | 28 | Tour d'Escandinàvia                      | suspesa                |                        |                        |  |
| 30 de ago                 | 24 | Gran Premi de Plouay Bretagne            |                        |                        |                        |  |
| 7 – 12 de octubre         | 25 | Simac Ladies Tour                        |                        |                        |                        |  |
| 14 – 16 de octubre        | 26 | Tour de l'illa de Chongming              |                        |                        |                        |  |
| 19 de oct                 | 27 | Tour de Guangxi femení                   |                        |                        |                        |  |

## Puntuació
Totes les competicions atorguen punts per al rànquing UCI WorldTour Femení seguint el mateix barem, tot i que les curses per etapes (2.WWT) també atorguen punts addicionals a les 10 primeres classificades de cada etapa i a la ciclista que vesteix el mallot de la classificació general.
| Posició               | 1a  | 2a  | 3a  | 4a  | 5a  | 6a  | 7a  | 8a  | 9a | 10a | 11a | 12a | 13a | 14a | 15a | 16a - 20a | 21a - 30a | 31a - 40a |
| Classificació general | 400 | 320 | 260 | 220 | 180 | 140 | 120 | 100 | 80 | 68  | 56  | 48  | 40  | 32  | 28  | 24        | 16        | 8         |
| Per etapa             | 50  | 40  | 30  | 25  | 20  | 18  | 15  | 10  | 8  | 6   |     |     |     |     |     |           |           |           |
| Líder                 | 8   |     |     |     |     |     |     |     |    |     |     |     |     |     |     |           |           |           |
| Millor jove           | 6   | 4   | 2   |     |     |     |     |     |    |     |     |     |     |     |     |           |           |           |